# Línea 5 (AUVASA)
La línea 5 de AUVASA une la urbanización Entrepinos, perteneciente al municipio de Simancas, con el barrio vallisoletano de La Victoria pasando por el centro de la capital. A lo largo de su recorrido pasa por diversos puntos de interés como el centro comercial Vallsur, El Corte Inglés, el Laboratorio de las Artes (LAVA), la plaza de toros y el parque del Campo Grande, así como a los aparcamientos disuasorios cercanos a la Plaza del Milenio y la Feria de Valladolid.

## Historia
Hasta 2013, la línea 5 circulaba entre el Paseo de Zorrilla, 10 y Simancas con una frecuencia de 20 minutos en días laborables, y un servicio cada hora a la urbanización Entrepinos. En se momento se amplió el recorrido hasta el Cementerio Las Contiendas, lo que supuso la desaparición de la línea 11 y ampliar el intervalo de paso a 30 minutos. Desde 2012, sábados y festivos se prestaba el servicio como línea 25. Con los cambios realizados en el año 2018 pasó a concluir en La Victoria, todos los días de la semana, y la línea 3 asumió el servicio a Contiendas.
Desde enero de 2023, fruto del nuevo contrato-programa entre Auvasa y el Ayuntamiento de Simancas que ampliaba el servicio búho B4, no todas las expediciones de la línea 5 dan servicio a Entrepinos o Simancas (Puente).

## Frecuencias

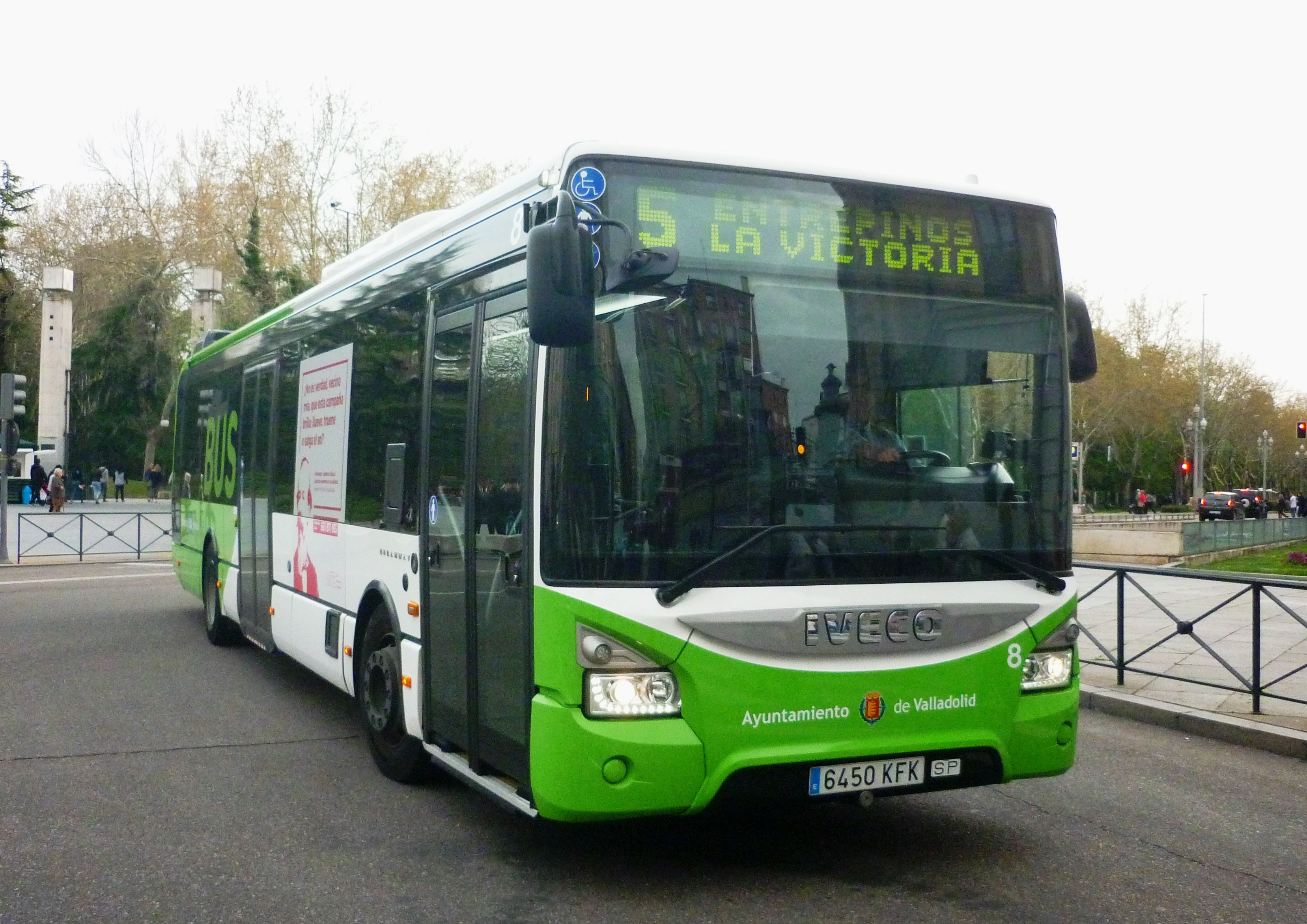
Bus 8 de Auvasa, en la plaza de Zorrilla, realizando la línea 5.

La línea 5 es una línea A Horario por lo que se indican todos los horarios de salida.
| DÍA            | LUGAR DE SALIDA | HORARIOS DE SALIDA |
| -------------- | --------------- | --- |
| Lunes a sábado | ENTREPINOS      | 07:25 07:50 08:20 08:50 09:30 10:00 11:00 12:00 12:30 13:35 14:05 14:30 15:00 15:25 15:45 16:10 17:00 18:05 18:35 19:35 20:10 20:40 21:10 21:45 22:10                                                                   |
| Lunes a sábado | SANTA ANA       | 07:10 07:45 08:10 08:36 09:06 09:47 10:16 10:40 11:16 11:45 12:16 12:46 13:15 13:52 14:21 14:46 15:16 15:41 16:01 16:26 16:45 17:15 17:45 18:22 18:52 19:20 19:51 20:26 20:56 21:26 22:01 22:24                         |
| Lunes a sábado | LA VICTORIA     | 07:20* 07:50* 08:10 08:30* 09:00* 09:30 10:00* 10:30 11:00* 11:30* 12:00 12:35* 13:05* 13:30* 13:50* 14:20* 14:40* 15:10* 15:35 16:00* 16:30 17:00* 17:35* 18:05 18:35* 19:10* 19:40* 20:10* 20:45* 21:15* 21:40 22:10* |
| Festivos       | ENTREPINOS      | 07:30 08:29 09:29 10:34 11:34 12:37 13:37 14:35 15:35 16:42 17:42 18:47 19:47 20:40 21:40 22:30 |
| Festivos       | LA VICTORIA     | 07:30 08:30 09:25 10:25 11:40 12:40 13:36 14:36 15:31 16:31 17:48 18:48 19:43 20:43 21:35 22:35 |

- En días laborables, los servicios de La Victoria marcados con asterisco (*) realizan la línea completa hasta Entrepinos, el resto finaliza en Santa Ana.
- Los servicios desde Entrepinos están incluidos en las salidas de Santa Ana.
- En días laborables, servicio sentido Entrepinos a las 7:15 desde Pº Zorrilla 10.
- En domingos y festivos, el servicio de las 22:30 de Entrepinos finaliza en Pº Zorrilla 65.

## Paradas
Nota: Al pinchar sobre los enlaces de las distintas paradas se muestra cuanto tiempo queda para que pase el autobús por esa parada.
| Hacia La Victoria                                        | Correspondencia con líneas: |
| -------------------------------------------------------- | --------------------------- |
| * Avda. Miguel de Cervantes aparcamiento                 | -                           |
| * Avda. Entrepinos 52 esq. Tirso de Molina               | -                           |
| * Ctra. Pesqueruela 1 esq. Ctra. a Puente Duero          | -                           |
| * Cº Viejo Simancas fte. puente                          | -                           |
| * Cº Viejo Simancas urb. Las Aceñas                      | -                           |
| * Cº Viejo Simancas Las Lagunillas                       | -                           |
| * Cº Viejo Simancas esq. Encinas                         | -                           |
| * Cº Viejo Simancas fte. urb. El Pichón                  | -                           |
| * Cº Viejo Simancas Pago La Bomba                        | -                           |
| * Cº Viejo Simancas fte. Inea                            | -                           |
| * Cº Viejo Simancas fte. El Pino                         | -                           |
| * Cº Viejo Simancas fábrica Mirapinos                    | -                           |
| * Cº Viejo Simancas El Barrio                            | -                           |
| Cº Viejo Simancas fte. urb. Santa Ana                    | -                           |
| Cº Viejo Simancas 167 esq. José Velicia                  | -                           |
| Cº Viejo Simancas esq. Vega de Valdetronco               | -                           |
| Cº Viejo Simancas Bº Las Villas                          | -                           |
| Cº Viejo Simancas 45 centro comercial                    | -                           |
| Cº Viejo Simancas 21 centro educativo                    | -                           |
| Cº Viejo Simancas 15 esq. Vereda                         | -                           |
| Ctra. Rueda 19 esq. Mota                                 | 2 23                        |
| Pº Zorrilla 101 LAVA                                     | 1 2 16 18 19 23 26 C2 H F1  |
| Pº Zorrilla 65 fte. centro comercial                     | 1 2 7 10 18 19 26 C2 U1     |
| Pº Zorrilla 39 esq. Puente Colgante                      | 1 7 18 19                   |
| Pº Zorrilla 1 antiguo Hosp. Militar                      | 1 7 18 19 26                |
| Pº Zorrilla fte. 10 Campo Grande                         | 1                           |
| C/ Doctrinos 12 esq. María de Molina                     | 3 4 6 8 24 F3 F4 F5         |
| Avda. Miguel Ángel Blanco 2 fte. Pza. del Milenio        | 3 6 8 F3 F4 F5              |
| C/ Pío del Río Hortega 9                                 | U8 F6                       |
| Avda. Ramón Pradera fte. Feria de Valladolid             | 6 F6                        |
| C/ Bálago esq. Ramón Pradera                             | 6 F6                        |
| C/ Sementera esq. Mieses                                 | 6 F6                        |
| C/ Mieses fte. 16                                        | 6 F6                        |
| Avda. Gijón 3 fte. Canal                                 | 4 6 C2 F6                   |
| Avda. Gijón esq. Pza. San Bartolomé                      | 4 6 C2 F6                   |
| C/ Fuente el Sol 2 esq. Pza. San Bartolomé               | 6 C1 F6                     |
| C/ Fuente el Sol 50 esq. San Sebastián                   | 6                           |
| Pº Jardín Botánico parc. 7 fte. Centro Salud La Victoria | 6                           |
| Pº Jardín Botánico 6                                     | 6                           |
| C/ Jara esq. Hierbabuena                                 | 6                           |
| P° Del Obregon esq Brezo                                 | 6                           |
| Pº Jardín Botánico esq. Brezo                            | 6                           |
| Hacia Entrepinos                                         |                             |
| Pº Jardín Botánico esq. Brezo                            | 6                           |
| Pº Jardín Botánico fte. Jara                             | 6                           |
| Pº Jardín Botánico fte. 6                                | 6                           |
| Pº Jardín Botánico parc. 8 Centro Salud La Victoria      | 6                           |
| C/ Fuente el Sol 31                                      | 6                           |
| C/ Júpiter fte. 12 esq. Comuneros de Castilla            | 6 C1 F6                     |
| Avda. Gijón 26 Canal                                     | 6 C1 F6                     |
| C/ La Morena edif. Antares                               | 6                           |
| C/ La Morena 3 bloque 2                                  | 6                           |
| C/ Bálago esq. Sementera                                 | 6                           |
| Avda. Ramón Pradera fte. hotel                           | 4 6 24 F6                   |
| Avda. Ramón Pradera Feria de Valladolid                  | 4 6 24 F6                   |
| Avda. Miguel Ángel Blanco 5 esq. Avda. Salamanca         | 3 F6                        |
| Avda. Miguel Ángel Blanco Pza. del Milenio               | -                           |
| Pº Zorrilla 10                                           | -                           |
| Pº Zorrilla 52 esq. Pº Hospital Militar                  | 1 7 18 19 26                |
| Pº Zorrilla 88 fte. pza. de toros                        | 1 2 7 9 18 19 F2            |
| Pº Zorrilla 130 centro comercial                         | 1 2 7 10 18 19 23 26 C1     |
| Pº Zorrilla 166 fte. LAVA                                | 1 2 16 18 19 23 26 C1 H F1  |
| Cº Viejo Simancas Bº La Rubia                            | -                           |
| Cº Viejo Simancas 34 Bº San Adrián                       | -                           |
| Cº Viejo Simancas 44 fte. centro comercial               | -                           |
| Cº Viejo Simancas fte. Bº Las Villas                     | -                           |
| Cº Viejo Simancas fte. Vega de Valdetronco               | -                           |
| Cº Viejo Simancas fte. 167 esq. Barcelona                | -                           |
| Cº Viejo Simancas urb. Santa Ana                         | -                           |
| * Cº Viejo Simancas fte. El Barrio                       | -                           |
| * Cº Viejo Simancas fte. fábrica Mirapinos               | -                           |
| * Cº Viejo Simancas El Pino                              | -                           |
| * Cº Viejo Simancas Inea                                 | -                           |
| * Cº Viejo Simancas fte. Pago La Bomba                   | -                           |
| * Cº Viejo Simancas urb. El Pichón                       | -                           |
| * Cº Viejo Simancas fte. Encinas                         | -                           |
| * Cº Viejo Simancas fte. Las Lagunillas                  | -                           |
| * Cº Viejo Simancas fte. urb. Las Aceñas                 | -                           |
| * Cº Viejo Simancas puente                               | -                           |
| * Ctra. Pesqueruela fte. 1 esq. Ctra. a Puente Duero     | -                           |
| * Avda. Entrepinos 57                                    | -                           |
| * Avda. Miguel de Cervantes aparcamiento                 | -                           |

- Las paradas marcadas con asterisco (*) pertenecen a los servicios de Entrepinos y Simancas.

## Líneas relacionadas
Aunque los primeros servicios de la línea salen a las 7 de la mañana, el barrio de La Victoria está conectado con el centro de la ciudad desde dos horas antes a través de las líneas P3, P6 y M4. Además, este barrio tiene servicio nocturno en viernes, sábados y vísperas de festivos con la línea B2, mientras que la parte sur de la línea la realiza la línea B4.